# دهستان کوتک
دهستان کوتک، یکی از دهستان‌های بخش مرکزی شهرستان کهنوج در استان کرمان ایران است. مرکز این دهستان، روستای کوتک وسط است.

## جمعیت
بر پایه سرشماری عمومی نفوس و مسکن در سال ۱۳۹۵، جمعیت دهستان کوتک برابر با ۸٬۳۲۰ نفر بوده‌است.